# شتيفاني ياكوب
شتيفاني ياكوب (بالألمانية: Steffi Jacob)‏ هي متزلجة تزلج صدري ألمانية، ولدت في 30 ديسمبر 1975 في اشمالكالدن في ألمانيا.

## وصلات خارجية
- شتيفاني جاكوب على موقع أوليمبيديا (الإنجليزية)